# Adam François Schellaert van Obbendorf

Familiewapen
Schellaert van Obbendorf

Adam François Schellaert van Obbendorf ook bekend als Frans Schellaert van Obbendorf (gedoopt 11 februari 1624 - 30 oktober 1682) was een zoon van Walraven Schellaert van Obbendorf heer van Schinnen (1603-1638), Leuwe en Schinnen en diens tweede vrouw Maria Hoen de Cartils uit het Huis Hoen.
Van december 1653 bestaat er een delingsakte waar naar de oudste broer, Jan Frederik, de heerlijkheid Schinnen met al hare rechten en 't stamhuis kreeg, terwijl de overige goederen in 3 loten werden verdeeld. Hij werd heer van Leeuwen en zijn broer Reinhard Theobald viel de heerlijkheid Oud-Valkenburg ten deel.
Door aankoop werd hij in 1660 heer van Schinnen. 
Hij trouwde op 28 augustus 1682 met Anna Marie Cathérine van Tweebrugge. Zij was een dochter van Diertich Tweebrugge en Anna Kolf von Vettelhoven. Uit zijn huwelijk werden de volgende kinderen geboren:
- Walraven Theodoor Schellaert van Obbendorf heer van Schinnen 1682-1709, Broich, en een deel Muthagen en Lewen (13 maart 1652 - 20 december 1713).
- Johan Ferdinand Ignatius Schellaert van Obbendorf heer van Schinnen 1675-1723 en kanunnik te Aken 1696 (Leeuwen, bij Maasniel, 1654 - 25 maart 1723). Hij verhief de heerlijkheid Schinnen op 27 mei 1675. Ongehuwd overleden.
- Godefrida Catherina Schellaert van Obbendorf (gedoopt Schinnen, 10 april 1662 - 1694) non in het Annuntiatenklooster te Aken 1688. Op 30 september 1689 zag zij af van haar erfdeel ten gunste van haar broer Walraaf Theodoor.
- Anna Véronica Schellaert van Obbendorf non in de abdij van Herckenrath op 15 oktober 1684. Zij zag af van haar vaderlijk erfdeel ten gunste van Walram Wijnand Adam van Schellaert-Obbendorf, de zoon van haar broer Walraven Theodoor.
- Jan Adam Schellaert van Obbendorf heer van Reulsdorp (Schinnen, 12 oktober 1656 - Schinnen, Puth, 7 maart 1723).
- Adam Reinier Schellaert van Obbendorf (- Leuven, 1 oktober 1694) kanunnik in de Sint Geertrui-abdij (Leuven) in 1684. Hij zag af van zijn vaderlijk erfdeel te Schinnen. Hij overleed plotseling en werd bijgezet in de familiegrafkelder te Schinnen.